# Mastini Verona
Gli AGSM Mastini Verona sono una squadra di football americano di Verona, nata il 13 dicembre 2005. Dal 2008 sono affiliati alla FIDAF e partecipano al campionato a 9 giocatori "Arena League" e dopo due anni di football a 9 decidono nel 2010 di fare il passaggio al football a 11 e iscriversi al Campionato LENAF.

## LeNAF 2013 - Mastini Schedule
| Week | Home            | Guest           | Risultato | Data |
| ---- | --------------- | --------------- | --------- | ---- |
| Wk2  | Mastini Verona  | Draghi Udine    | 13-6      | W    |
| Wk4  | Mastini Verona  | Redskins Verona | 7-0       | W    |
| Wk5  | Muli Trieste    | Mastini Verona  | 0-25      | W    |
| Wk7  | Blacks Rivoli   | Mastini Verona  | 0-53      | W    |
| Wk8  | Mastini Verona  | Saints Padova   | 21-15     | W    |
| Wk9  | Mastini Verona  | Muli Trieste    | 23-13     | W    |
| Wk10 | Draghi Udine    | Mastini Verona  | 0-12      | W    |
| Wk11 | Redskins Verona | Mastini Verona  | 7-45      | W    |

## Dettaglio stagioni

### Tornei nazionali

#### Campionato

##### LENAF/Seconda Divisione
| Stagione | regular season | regular season | regular season | regular season | regular season | regular season | playoff | playoff | playoff | playoff | playoff | playoff          | playoff            |
|          | Vin            | Par            | Per            | Tot            | PF             | PS             | Vin     | Per     | Tot     | PF      | PS      | risultato        | avversaria         |
| -------- | -------------- | -------------- | -------------- | -------------- | -------------- | -------------- | ------- | ------- | ------- | ------- | ------- | ---------------- | ------------------ |
| 2010     | 4              | 0              | 4              | 8              | 165            | 131            | -       | -       | -       | -       | -       | -                | -                  |
| 2011     | 2              | 0              | 6              | 8              | 116            | 205            | -       | -       | -       | -       | -       | -                | -                  |
| 2012     | 5              | 0              | 3              | 8              | 201            | 116            | -       | -       | -       | -       | -       | -                | -                  |
| 2013     | 8              | 0              | 0              | 8              | 199            | 41             | 0       | 1       | 1       | 0       | 18      | Quarti di finale | Grizzlies Roma     |
| 2014     | 6              | 0              | 2              | 8              | 220            | 146            | 0       | 1       | 1       | 10      | 19      | Wild Card        | Angels Pesaro      |
| 2015     | 1              | 0              | 7              | 8              | 55             | 179            | -       | -       | -       | -       | -       | -                | -                  |
| 2016     | 1              | 0              | 7              | 8              | 123            | 191            | -       | -       | -       | -       | -       | -                | -                  |
| 2017     | 7              | 0              | 1              | 8              | 191            | 106            | 1       | 1       | 2       | 52      | 31      | Semifinale       | Blackbills         |
| 2018     | 5              | 0              | 3              | 8              | 195            | 118            | 1       | 1       | 2       | 52      | 34      | Quarti di finale | Saints Padova      |
| 2019     | 7              | 0              | 1              | 8              | 285            | 103            | 1       | 1       | 2       | 35      | 34      | Quarti di finale | Hogs Reggio Emilia |
| 2021     | 6              | 0              | 0              | 6              | 215            | 53             | 1       | 1       | 2       | 69      | 61      | Semifinale       | Giaguari Torino    |
| Totale   | 52             | 0              | 34             | 86             | 1965           | 1389           | 4       | 6       | 10      | 218     | 197     |                  |                    |

Fonte: Enciclopedia del Football - A cura di Roberto Mezzetti

##### Serie B (terzo livello)/Nine League/Arena League
| Stagione | regular season | regular season | regular season | regular season | regular season | regular season | playoff | playoff | playoff | playoff | playoff | playoff   | playoff    |
|          | Vin            | Par            | Per            | Tot            | PF             | PS             | Vin     | Per     | Tot     | PF      | PS      | risultato | avversaria |
| -------- | -------------- | -------------- | -------------- | -------------- | -------------- | -------------- | ------- | ------- | ------- | ------- | ------- | --------- | ---------- |
| 2007     | 2              | 0              | 4              | 6              | 72             | 159            | -       | -       | -       | -       | -       | -         | -          |
| 2008     | 3              | 0              | 5              | 8              | 145            | 136            | -       | -       | -       | -       | -       | -         | -          |
| 2009     | 2              | 0              | 4              | 6              | 86             | 130            | -       | -       | -       | -       | -       | -         | -          |
| Totale   | 7              | 0              | 13             | 20             | 303            | 425            | -       | -       | -       | -       | -       |           |            |

Fonte: Enciclopedia del Football - A cura di Roberto Mezzetti

#### Tornei EPS

##### Winter League IAAFL
| Stagione | regular season | regular season | regular season | regular season | regular season | regular season | playoff | playoff | playoff | playoff | playoff | playoff   | playoff           |
|          | Vin            | Par            | Per            | Tot            | PF             | PS             | Vin     | Per     | Tot     | PF      | PS      | risultato | avversaria        |
| -------- | -------------- | -------------- | -------------- | -------------- | -------------- | -------------- | ------- | ------- | ------- | ------- | ------- | --------- | ----------------- |
| 2018     | 5              | 0              | 0              | 5              | 57             | 38             | 1       | 0       | 1       | 18      | 12      | Campioni  | Old Lions Bergamo |
| Totale   | 5              | 0              | 0              | 5              | 57             | 38             | 1       | 0       | 1       | 18      | 12      |           |                   |

Fonte: Enciclopedia del Football - A cura di Roberto Mezzetti

## Palmarès
- 1 Winter Bowl IAAFL (2018)